# Хачукаев, Руслан Ахмадович
Русла́н Ахма́дович Хачука́ев (7 ноября 1951 года, Мерке, Джамбульская область, Казахская ССР, СССР) — советский и российский чеченский актёр-кукольник, режиссёр, Заслуженный деятель искусств Чечено-Ингушской АССР (1990).

## Биография
В 1973 году начал работать в Чечено-Ингушском Республиканском театре кукол кукловодом. В 1987 году окончил Ярославское высшее театральное училище им. Волкова и поступил на высшие театральные курсы при ГИТИСе. Через год вернулся в театр помощником главного режиссёра по литературно-драматической части. В 1989 году стал главным режиссёром театра. В том же году был избран директором театра.
В 1990 году ему было присвоено звание «Заслуженный деятель искусств Чечено-Ингушской АССР». В 1994 году перешёл на работу в Министерство культуры Чеченской Республики. С 1996 года работал заместителем директора Чеченского драматического театра. С 2006 года является художником-постановщиком Чеченского театра юного зрителя.